# Стропково
Стропково (пол. Stropkowo) — село в Польщі, у гміні Завідз Серпецького повіту Мазовецького воєводства.
Населення — 332 особи (2011).
У 1975-1998 роках село належало до Плоцького воєводства.

## Демографія
Демографічна структура станом на 31 березня 2011 року:
|          | Загалом | Допрацездатний вік | Працездатний вік | Постпрацездатний вік |
| -------- | ------- | ------------------ | ---------------- | -------------------- |
| Чоловіки | 166     | 51                 | 104              | 11                   |
| Жінки    | 166     | 39                 | 94               | 33                   |
| Разом    | 332     | 90                 | 198              | 44                   |